# Kanton Geispolsheim
Geispolsheim is een voormalig kanton van het Franse departement Bas-Rhin. 
Tot 1974 maakte het kanton deel uit van het arrondissement Erstein. De overige kantons van Erstein werden opgenomen in het arrondissement Sélestat, dat werd hernoemd naar het arrondissement Sélestat-Erstein, maar Geispolsheim werd toegevoegd aan het arrondissement Strasbourg-Campagne.
Toen op 1 januari het arrondissement Strasbourg-Campagne werd opgeheven werd het kanton Geispolsheim verdeeld over verschillende kantons: Duppigheim werd ondergeheveld naar het kanton Molsheim en het arrondissement Molsheim, Eschau en Plobsheim werden toegevoegd aan het kanton Illkirch-Graffenstaden dat deel ging uitmaken van het nieuwe arrondissement Strasbourg en de overige gemeenten werden onderdeel van een nieuw kanton Lingolsheim dat ook onder het arrondissement Strasbourg kwam.

## Gemeenten
Het kanton Geispolsheim omvatte de volgende gemeenten:
- Blaesheim
- Duppigheim
- Entzheim
- Eschau
- Fegersheim
- Geispolsheim (hoofdplaats)
- Holtzheim
- Kolbsheim
- Lipsheim
- Plobsheim